# Муртузалиев, Гилат Абдулаевич
Гилат Абдулаевич (Абдуллаевич) Муртузалиев (18 мая 1941, с. Кума, Лакский район, Дагестанская АССР, РСФСР, СССР — 4 июля 2018, Махачкала, Дагестан, Россия) — советский боксёр, тренер. Мастер спорта СССР.

## Спортивная карьера
Родился в селе Кума, по национальности — лакец. Боксом начал заниматься в Махачкале в конце 1950-х под руководством Хаджимурада Гамзаева. В середине 1960-х Гилат Муртузалиев стал первым номером сборной Дагестана среди легковесов. Также тренировался у Ахмеда Муртузалиева. 9 мая 1966 году сборная РСФСР на стадионе «Динамо» в Махачкале проводила встречу с командой Кубы, в которой Муртузалиев нокаутировал Энрико Регуэйфероса, будущего финалиста Олимпиады 1968 года в Мехико. Являлся четырёхкратным чемпионом РСФСР. В конце 1960-х годов в Дагестан пригласили тренировать Анатолия Грейнера, у которого занимался и Муртузалиев. В середине 1970-х годов динамовская школа дагестанского бокса в основном представлялась воспитанниками Гилата Муртузалиева. В 1974 году в Томске Муртузалиев вместе со своим коллегой Багаутдином Абдулаевым будучи тренером Дагестанской АССР вместе с командой выиграл молодежную Спартакиаду РСФСР. Умер 4 июля 2018 года. После его смерти в СШОР имени М-С Умаханова в Махачкале проводятся первенства, посвящённые его памяти.

## Известные воспитанники
- Алексей Шахсинов — победитель Динамиады социалистических стран и двух международных турнира в составе сборной СССР[3];
- Таджудин Гаджиев — мастер спорта международного класса СССР, победитель отборочного чемпионата СССР перед первенством Европы[4];
- Евгений Котов — победитель Динамиады, тренер;
- Александр Денисов — серебряный медалист Спартакиады РСФСР, российский тренер;
- Абдурашид Исаев — серебряный медалист Спартакиады РСФСР;
- Александр Денисов — российский тренер;